# Baeus nigrum
Baeus nigrum är en stekelart som beskrevs av Kononova och Fursov 1999. Baeus nigrum ingår i släktet Baeus och familjen Scelionidae. Inga underarter finns listade.